# Тюрьма Виру
Тюрьма Виру, Вируская тюрьма (эст. Viru Vangla) — располагается в городе Йыхви, Ида-Вирумаа, Эстония.
Тюрьма Виру находиться в юрисдикции Министерства Юстиции Эстонии. Контроль за деятельностью тюрьмы осуществляет прокуратура и тюремный отдел министерства юстиции.

## История
Подготовка к строительству тюрьмы Виру началась в 2005 году, а строительство завершилось в 2008 году. 9 февраля 2012 года митрополитом Таллинским Корнилием был освящён иконостас в часовне тюрьмы .
Тюрьма Виру располагается на участке в 16 гектаров, где кроме закрытой тюрьмы и отделения открытой тюрьмы располагается арестный дом полиции. Тюрьма Виру единственная тюрьма в Эстонии, где в целях повышения уровня безопасности все здания соединены закрытыми путями сообщения.
В январе 2025 года власти Эстонии сообщили, что, несмотря на уменьшение количества заключенных, Вируская тюрьма не будет закрыта, поскольку она может потребоваться для военнопленных.

## Виды тюрьмы

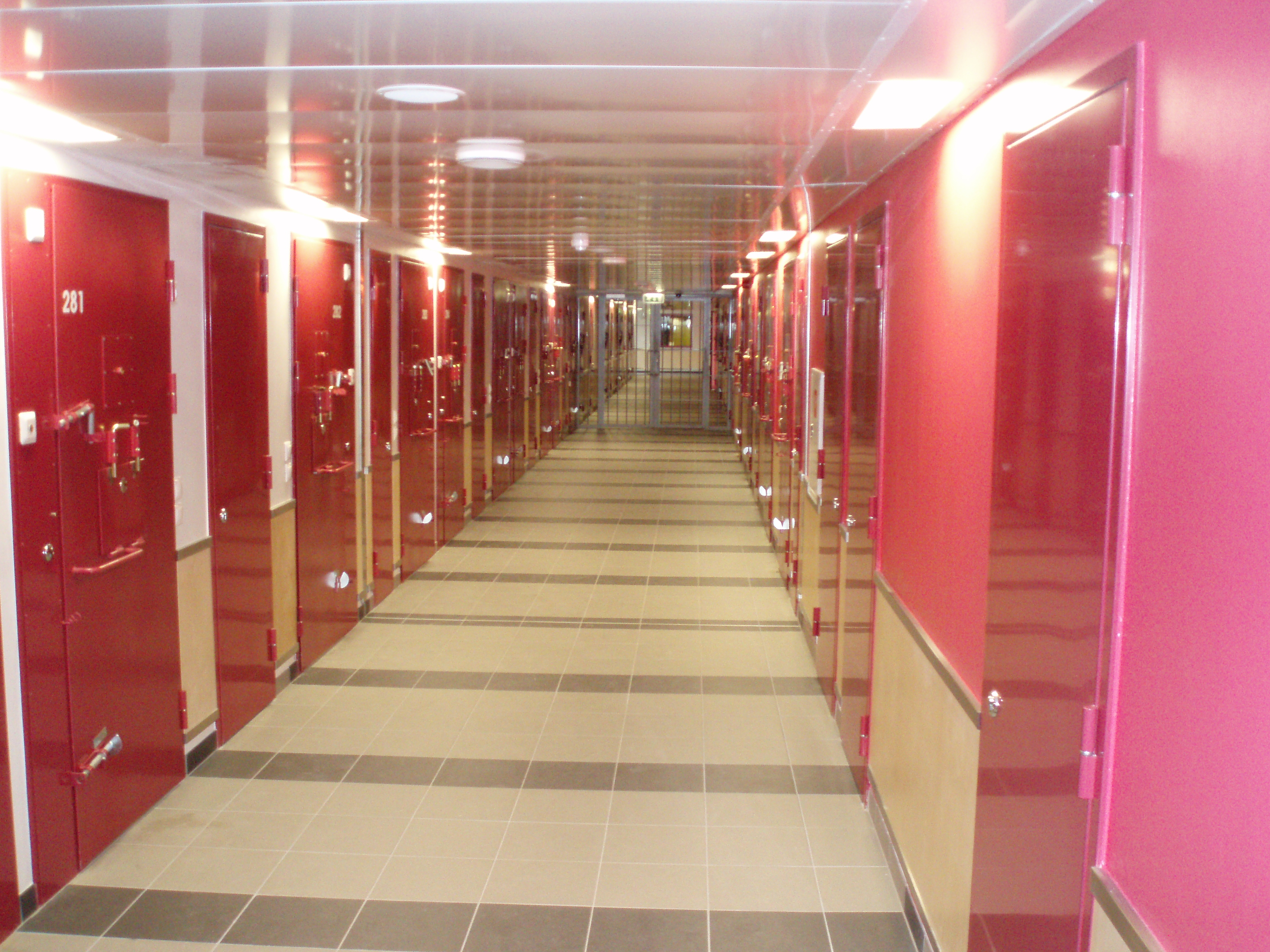
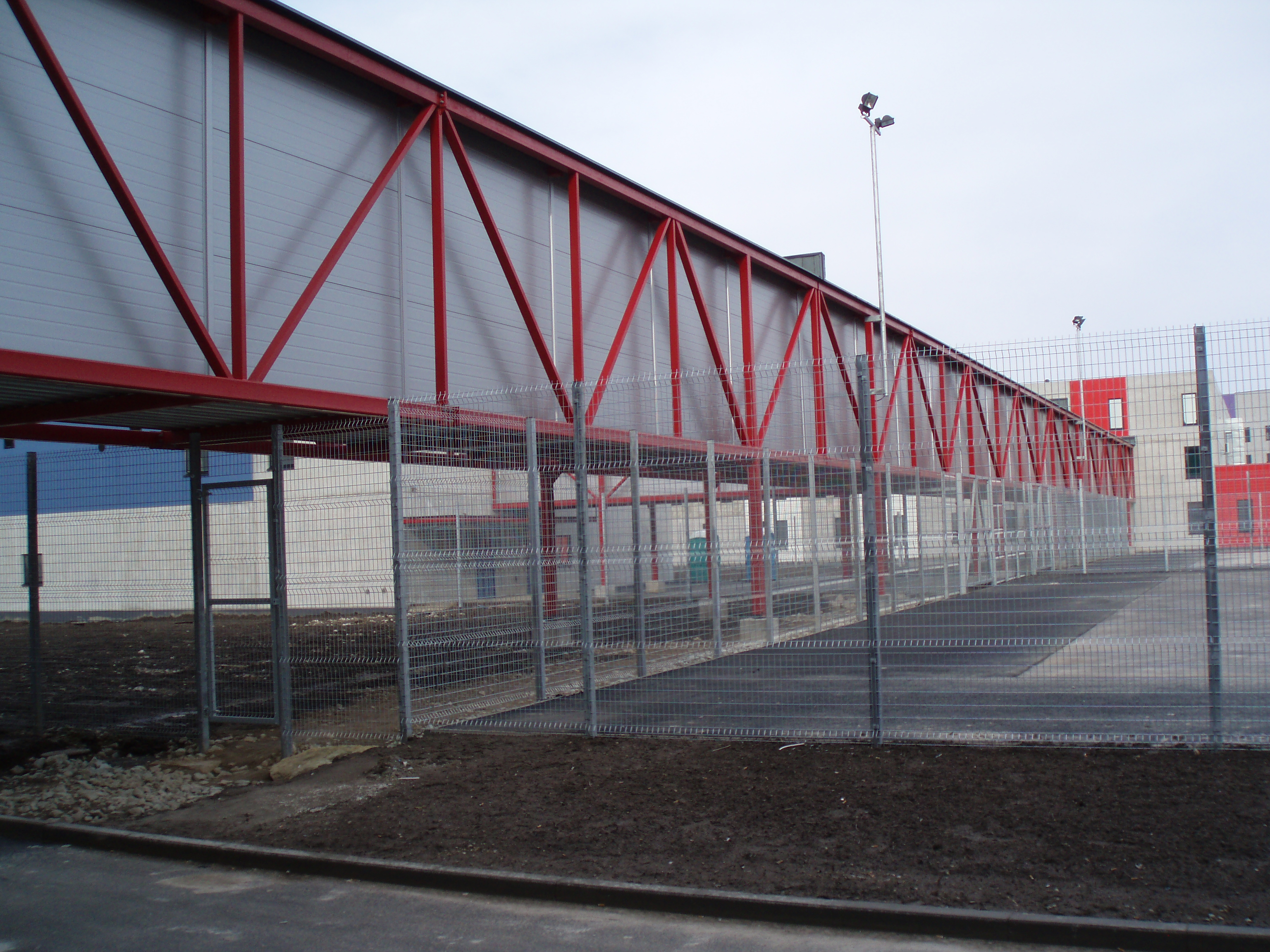
Закрытый путь сообщения
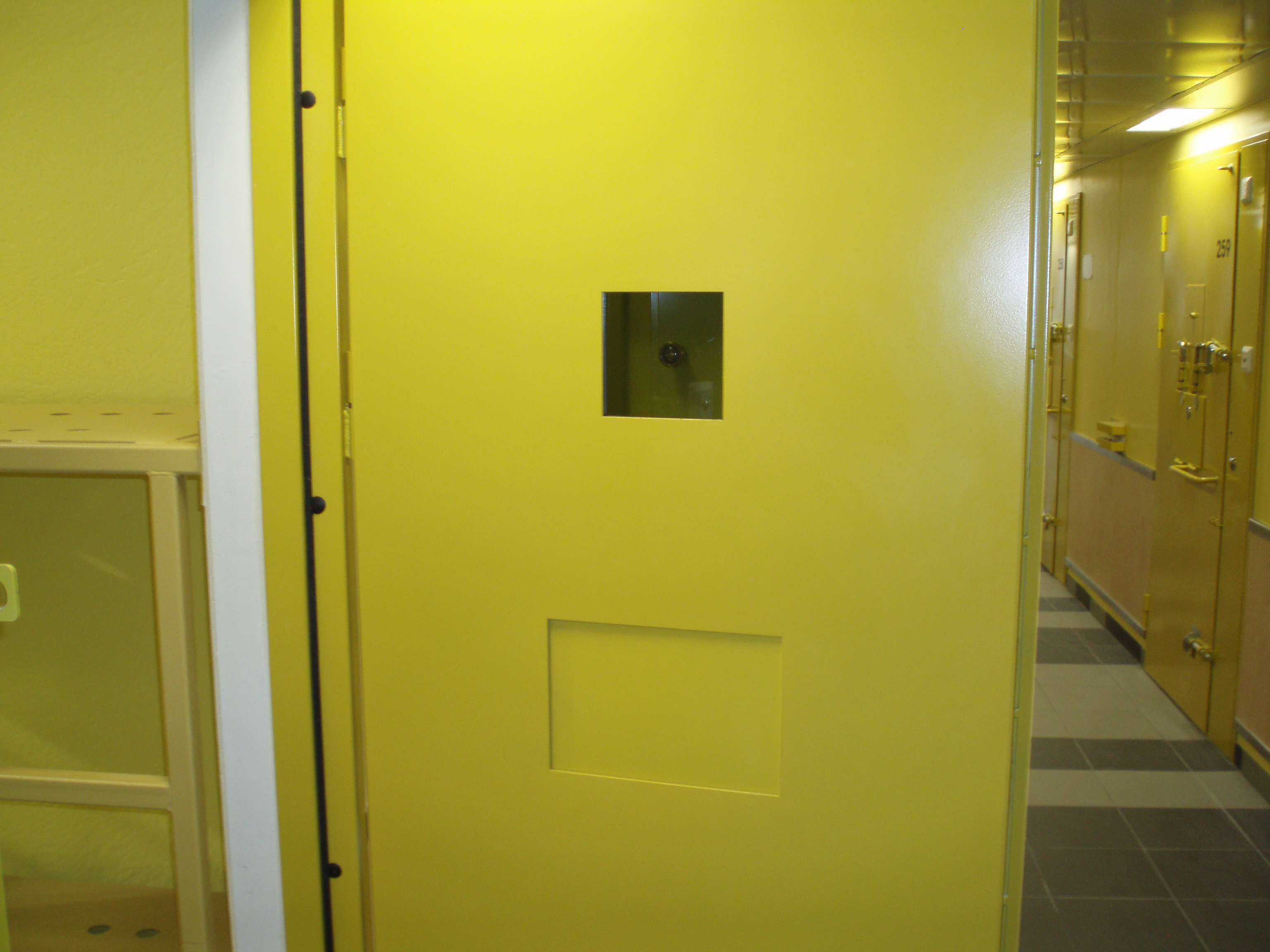
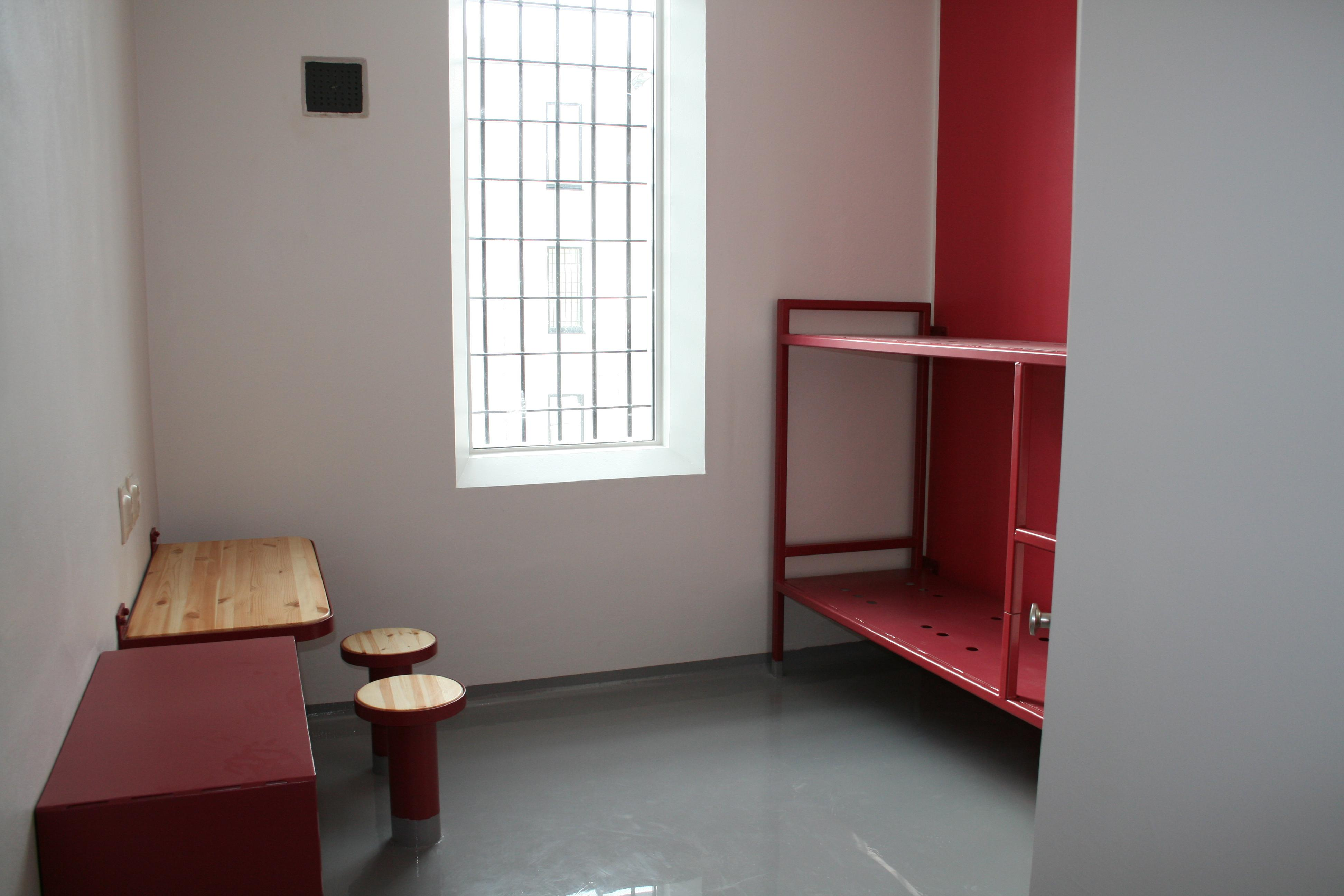
Kамера 2 кроватей

## Примечание
1. ↑  Юрий Мочилин (18 07 25). JS media grupp. {{cite news}}: Проверьте значение даты: |date= (справка); |title= пропущен или пуст (справка)
2. ↑  Эстония: в тюрьме Виру состоялся чин освящения иконостаса Никольской часовни. baltija.eu. 13 февраля 2012. Архивировано 8 сентября 2014. Дата обращения: 8 сентября 2014.
3. ↑  О тюрьме. vangla.ee. Дата обращения: 8 сентября 2014. Архивировано из оригинала 8 сентября 2014 года.
4. ↑  Пакоста: Вируская тюрьма может потребоваться и для военнопленных. ERR. 6 января 2025.